# Вилиямпольский район
Вилиямпольский район (лит. Vilijampolės rajonas) — административно-территориальная единица в составе Литовской ССР, существовавшая в 1950—1955 годах. Центр — город Каунас.
Вилиямпольский район был образован в составе Каунасской области Литовской ССР 20 июня 1950 года. В его состав вошли 27 сельсоветов Каунасского уезда, а также 5 сельсоветов и пгт Кулаутува Вилькийского уезда.
28 мая 1953 года в связи с ликвидацией Каунасской области Вилиямпольский район перешёл в прямое подчинение Литовской ССР.
1 июля 1955 года Вилиямпольский район был упразднён, а его территория разделена между Йонавским районом (2 сельсовета) и Каунасским районом (остальная территория).